# Paral·laxi anual

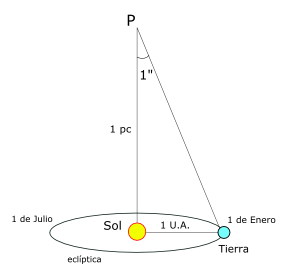
El parsec és un cas particular de Paral·laxi trigonomètrica. P dista un parsec (pc) de la Terra perquè des d'allà l'angle abraçat pel radi de l'òrbita terrestre (1 Unitat Astronòmica o UA) és d'un segon d'arc (1 ")

La paral·laxi anual és el màxim valor aparent que pot adquirir la posició d'una estrella donada en el transcurs d'un any a causa de la posició variable de la Terra en la seva òrbita al voltant del Sol i que correspondrà al moment en la longitud eclíptica de l'estrella, que és sempre constant, difereixi 90 º de la longitud eclíptica de la Terra, que varia constantment.
Bessel va ser el primer a determinar la paral·laxi d'una estrella, 61 Cygni, a la constel·lació El Cigne, l'any 1838. Dos anys després, el 1840, Struve aconsegueix mesurar la paral·laxi de Vega a la constel·lació de Lira.
Les paral·laxis estel·lars estan per sota del segon d'arc. L'estrella més propera a nosaltres és Alfa Centauri, en realitat un sistema triple. La més propera d'elles, Pròxima Centauri, té una paral·laxi de 0 "765, corresponent a 1,31 pc, o 4,3 anys llum.
A major distància, menor paral·laxi, i els errors comesos es van fent més i més significatius, de manera que a partir de 100 anys llum ja no és fiable la paral·laxi anual trigonomètrica per determinar distàncies estel·lars.